# Toby Roberts
Toby Roberts, född 15 mars 2005 i, är en brittisk professionell sportklättrare.

## Karriär
Robert tagit guld vid ett flertal World Cup tävlingar, bland annat vann han tre under 2023 och en under 2024.